# Буцманюк Юліан Лукич
Юліан Буцманюк (3 липня 1885, Сморжів, Австро-Угорщина (нині Шептицького району, Львівської області, Україна) — 30 грудня 1967, Едмонтон, Канада) — український і канадський художник-монументаліст, учень Модеста Сосенка.

## Життєпис

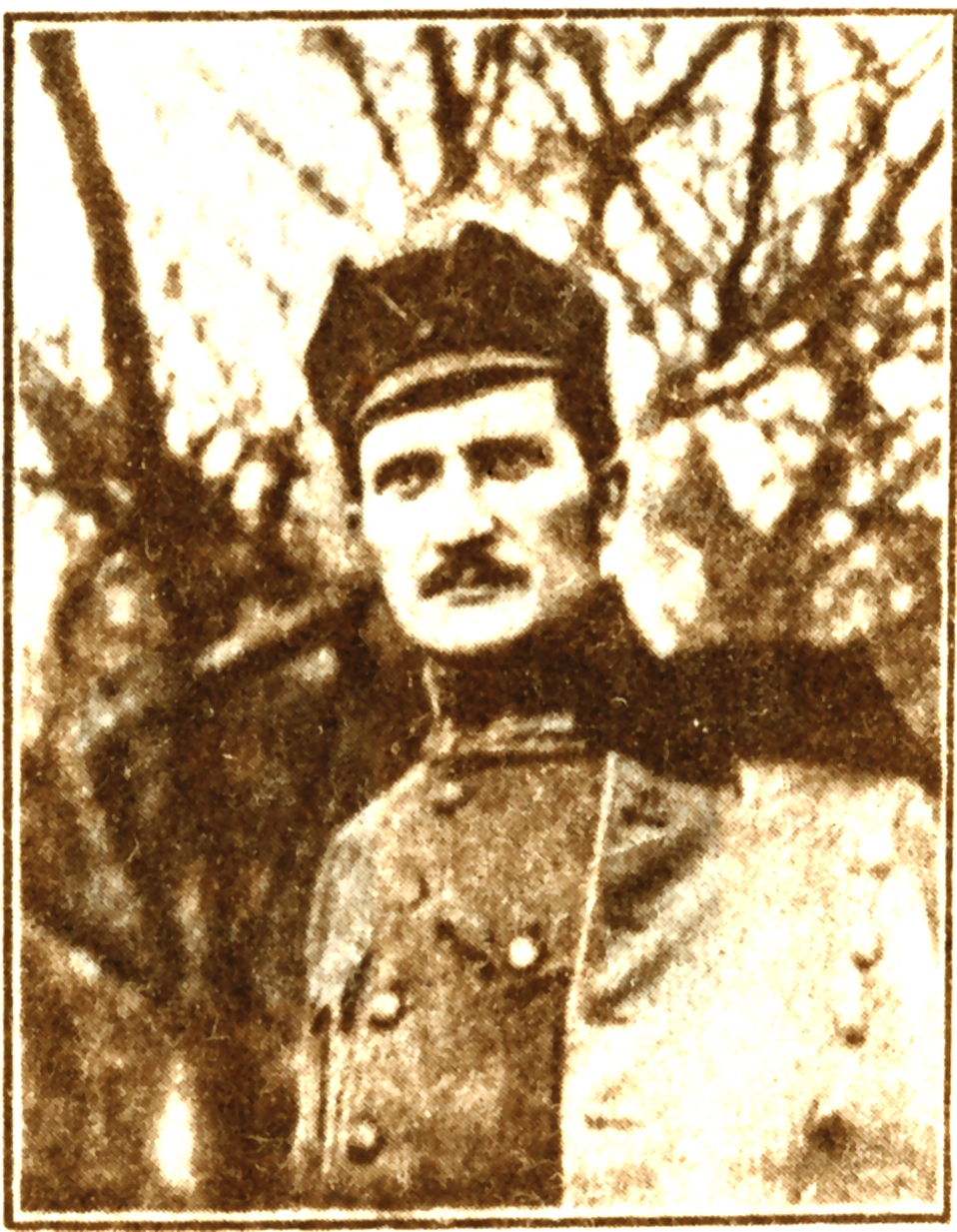
У часі служби в УСС

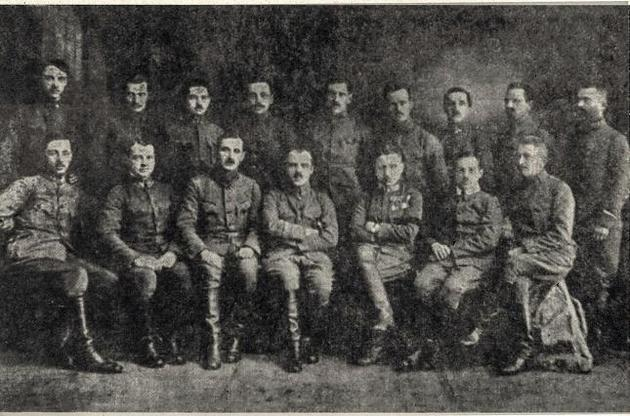
Державний секретаріат військових справ ЗУНР, лютий 1919.
Сидять зліва направо Володимир Бемко, Орест Підляшецький, Петро Бубела, Дмитро Вітовський, Ростислав-Едмунд Білас, Никифор Гірняк, Роман Шипайло.
Стоять зліва направо Нестор Гаморак, Юліан Буцманюк, Теодор Сивак, Гриць Герасимович, Остап Бородієвич, Семен Магаляс, Володимир Тимцюрак, Василь Панчак, Іван Боберський

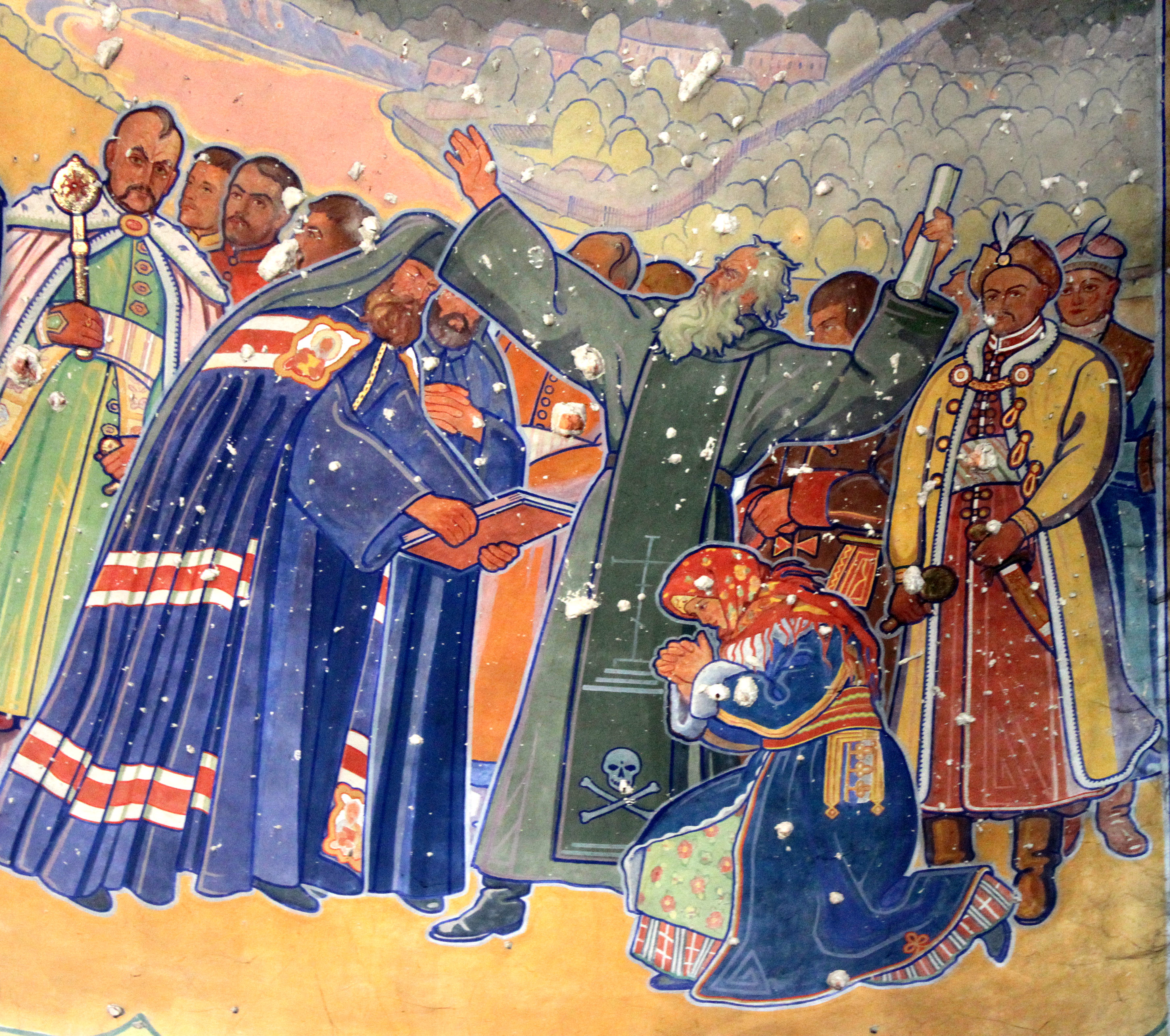
Ю. Буцманюк. Б. Хмельницький, І. Вишенський, І. Мазепа, Г. Гулевичівна та інші видатні православні України. Проповідь Івана Вишенського (розпис із монастиря Різдва Христова в Жовкві)

Народився в селі Сморжів на Львівщині в сім'ї сільського вчителя. Батько помер, коли Юліанові минув 1 рік. Мати із сином переїхала до Львова. Навчався в гімназії, відвідував фахову школу з мистецьким нахилом при львівському Промисловому музеї. Невдовзі мати померла — хлопець змушений був сам заробляти собі на прожиття. Опанував малярську техніку, Юліана запрошував працювати над серйозними замовленнями його вчитель Тадеуш Рибковський. Ця праця стала доброю школою для молодого митця, поклавши початок фаховому становленню Буцманюка як художника-монументаліста.
1906 року познайомився з Модестом Сосенком і разом із ним розпочав працю над стінописом церкви села Конюхи на Бережанщині. У процесі співпраці Модест Сосенко високо оцінив обдарованість маляра-початківця і згодом посприяв його вступу до Краківської академії мистецтв. Разом митці виконали ще кілька робіт, зокрема, у Славську та Рикові. Всі роботи в галицьких церквах на той час велися під патронатом та наглядом митрополита Андрея Шептицького. Роботи Буцманюка сподобались Митрополитові, вони познайомилися, і митрополит опікувався молодим митцем. За моральною і частково фінансовою підтримкою митрополита Андрея Юліан навчався в одному з найпрестижніших мистецьких закладів Центральної Європи — Краківській академії мистецтв (1908–1914).
Брав участь у реставрації Марійського костелу в Кракові (1912), виконуючи роботи зі стінопису та вітража. Декілька років працював у відомій польській вітражній фірмі Станіслава Ґабріеля Желенського. Також за підтримки митрополита відвідав Італію. З успішним закінченням навчання отримав стипендію від австрійського уряду для подальшого навчання закордоном.
З початком Першої світової війни 1914 року записався у легіон Українських січових стрільців, став одним із активних дописувачів Пресової Кватири, фоторепортером, одним із тих, хто відкрив величну сторінку історії Українського Війська початку XX століття. У грудні 1914 року вийшли перші світлини Буцманюка, присвячені бойовій славі легіону УСС, а наступного року його фронтові картини об'єднали в серію поштівок. Юліан Буцманюк був головним дизайнером символіки та відзнак легіону. Згодом воював в Українській галицькій армії (до 1919 р.). Був декілька разів поранений. Ранги: сотник УСС, отаман Армії УНР. В 1920–1923 роках перебував у таборах для інтернованих в Чехословаччині. Після ліквідації таборів продовжив навчання в Празькій академії мистецтв і в 1927 році повернувся до Львова. Одружився з Іриною Чайківською. У 1922 році народився син Богдан.
З 1923 до 1927 року навчався в Празькій академії мистецтв.
З 1927 року викладав малювання у Львові в товаристві «Рідна школа». У 1932 році знову почав розписувати церкви. Емігрував до Кракова, де впродовж 1941–1944 років працював редактором Українського видавництва. Далі переїхав до Відня та Мюнхена, а 1950 року — до Канади. Розмалював стіни катедральної собор святого Йосафата в Едмонтоні, де розписи на стінах мають національний характер. Брав участь у різних виставках образотворчого мистецтва.

## Нагороди
- Воєнний хрест УНР (посмертно, 21 березня 1978)[3]

## Творча спадщина

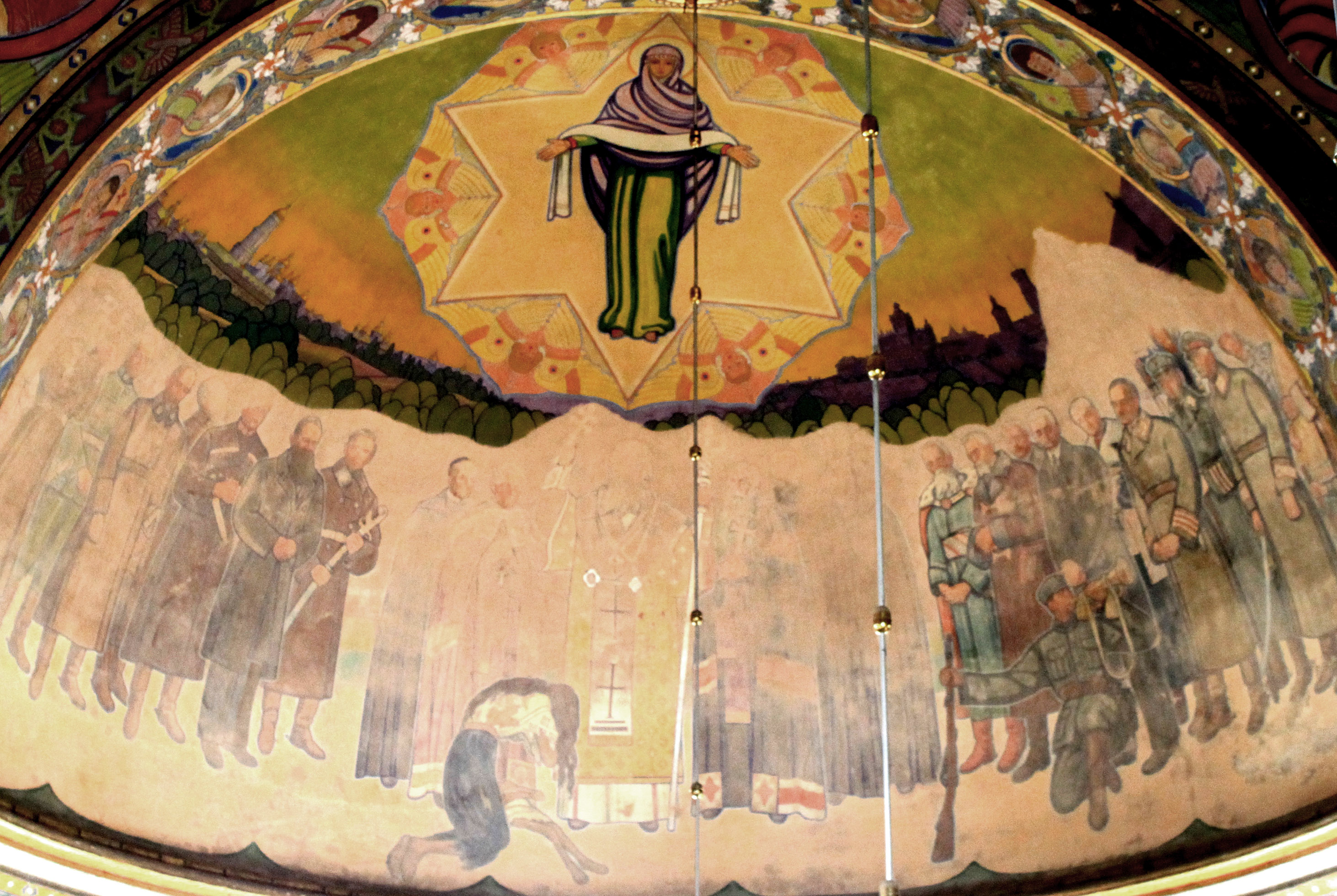
Фрагмент розписів в каплиці церкви Серця Христового.

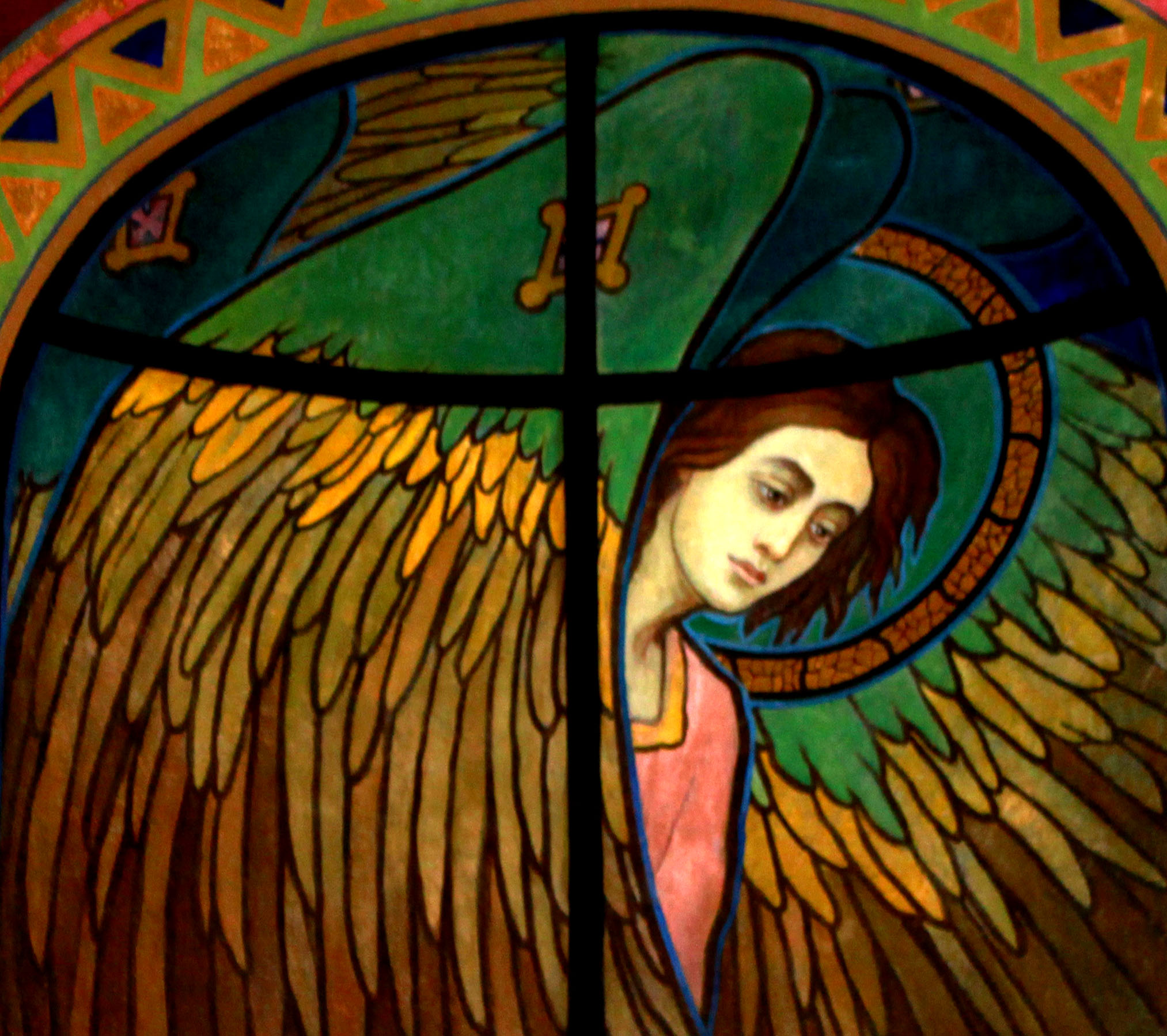
Фрагмент розписів в каплиці церкви Серця Христового.

Найбільш відомими творами митця є розписи в стилі українського модерну:
- настінні розписи в читальному залі Наукової бібліотеки Львівського національного університету імені Івана Франка на вул. Драгоманова, 5, виконані в 1904 році разом з Тадеєм Рибковським та Юліаном Макаревичем;[4]
- у церкві отців василіян у Жовкві (нині Монастир Різдва Христового і церква Серця Христового), виконані в 1910–1911 і 1931–1939 роках,
- у церкві Успіння Божої Матері в Славську на Бойківщині, виконані разом із Модестом Сосенком 1910 року (знищені у травні 2019 року під час ремонтних робіт під керівництвом о. Андрія Петришина);
- розписи інтер'єру українського кафедрального собору святого Йосафата в Едмонтоні (1957–1967).

Твори Буцманюка зберігалися у львівському музеї, створеному Андреєм Шептицьким. Проте у 1952 році за наказом радянської влади були спалені на подвір'ї музею разом з тисячею інших творів українських художників.

## Сім'я
- Дружина: Ірина Чайківська.
- Син: Богдан (нар. 1922).